# Fagiolo di Sorana
Il Fagiolo di Sorana (IGP) è un prodotto ortofrutticolo italiano a indicazione geografica protetta.

## Origine
Prodotto nelle colline attorno a Pescia (PT), più precisamente nella zona di Sorana (nella Valleriana), il fagiolo di Sorana possiede un gusto unico nel suo genere. La produzione annua si aggira sui 60 quintali su un'area di circa 660 ha ed è affidata ad una quindicina di aziende agricole.

## Caratteristiche
Si presenta in due varianti:
- Colore bianco latte, con leggere venature perlacee, presenta una forma schiacciata, quasi piatta;
- Rosso vinato con striature di colore più intenso, di forma quasi cilindrica.

Per la delicatezza del suo sapore è molto adatto alla lessatura e condito solo con sale, pepe ed olio extravergine di oliva.